# Annales Petaviani
Gli Annales Petaviani  (AP) fanno parte del gruppo di annali minori riguardanti le cronache annue dell'Impero carolingio. Derivano il loro nome dalla latinizzazione del nome di un loro proprietario, il gesuita francese Jesuit Denis Pétau (1583–1652). 
Il primo anno riportato è il 687 in cui viene riportata la Battaglia di Tertry. Dopo questa data, gli annali riprendono nel 708 e continuano fino al 799. Gli anni tra il 708 e il 770 non sono una fonte indipendente perché si rifanno a quanto riportato in altre opere annalistiche. A partire dal 771 fino al 799, gli annali sono una fonte indipendente e contemporanea agli eventi trattati. 
Sono l'unica fonte che riferisce che l'anno di nascita di Carlo Magno sia stato il 747.

## Edizioni
- Pertz, G. H. (1829). "Annales Petaviani". Monumenta Germaniae Historica, Scriptores. Vol. 1. Hannover, pp. 7–19.